# أرم أند هامر
أرم أند هامر هي علامة تجارية لمنتجات صودا الخبز تسوق باسم بواسطة Church & Dwight، وهي شركة أمريكية رائدة في تصنيع المنتجات المنزلية. يتكون رمز العلامة التجارية من الذراع العضلية التي تمسك بمطرقة داخل دائرة حمراء مع اسم العلامة التجارية. كانت الشركة قائمة بالاساس فقط لبيع بيكربونات الصوديوم (تستعمل في الخبز والتنظيف)، وكربونات الصوديوم. (يستعمل في الصناعات الكيميائية) في سبعينيات القرن الماضي بدأت الشركة في توسيع العلامة التجارية لتشمل منتجات أخرى مثل منتجات النظافة الشخصية باستخدام بيكربونات الصوديوم، كمكون لمزيل للروائح الكريهة، وشملت المنتجات الجديدة معجون الأسنان ومنظف الغسيل ومزيل العرق.
يعود استخدام شعار أرم أند هامر الأصلي إلى ستينيات القرن التاسع عشر. كان جيمس أ. تشيرش، نجل الدكتور أوستن تشيرش، يدير شركة توابل تُعرف باسم فولكان سبايس ميلز. ووفقًا للشركة، فإن شعار أرم أند هامر يمثل فولكانوس، إله النار والتصنيع عند الرومان.

## معرض

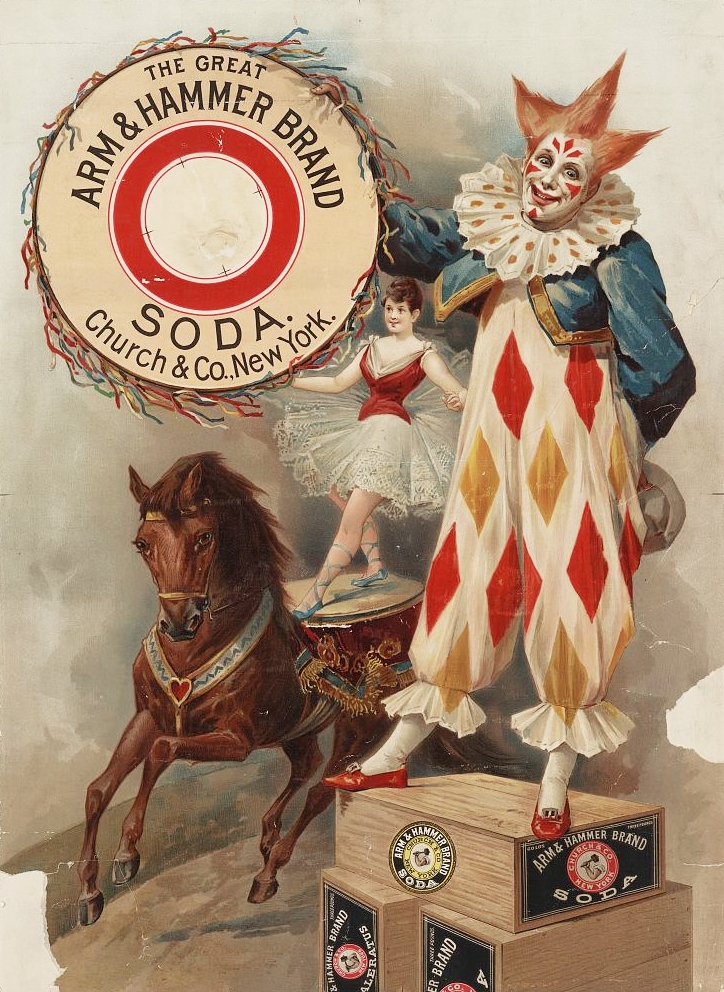
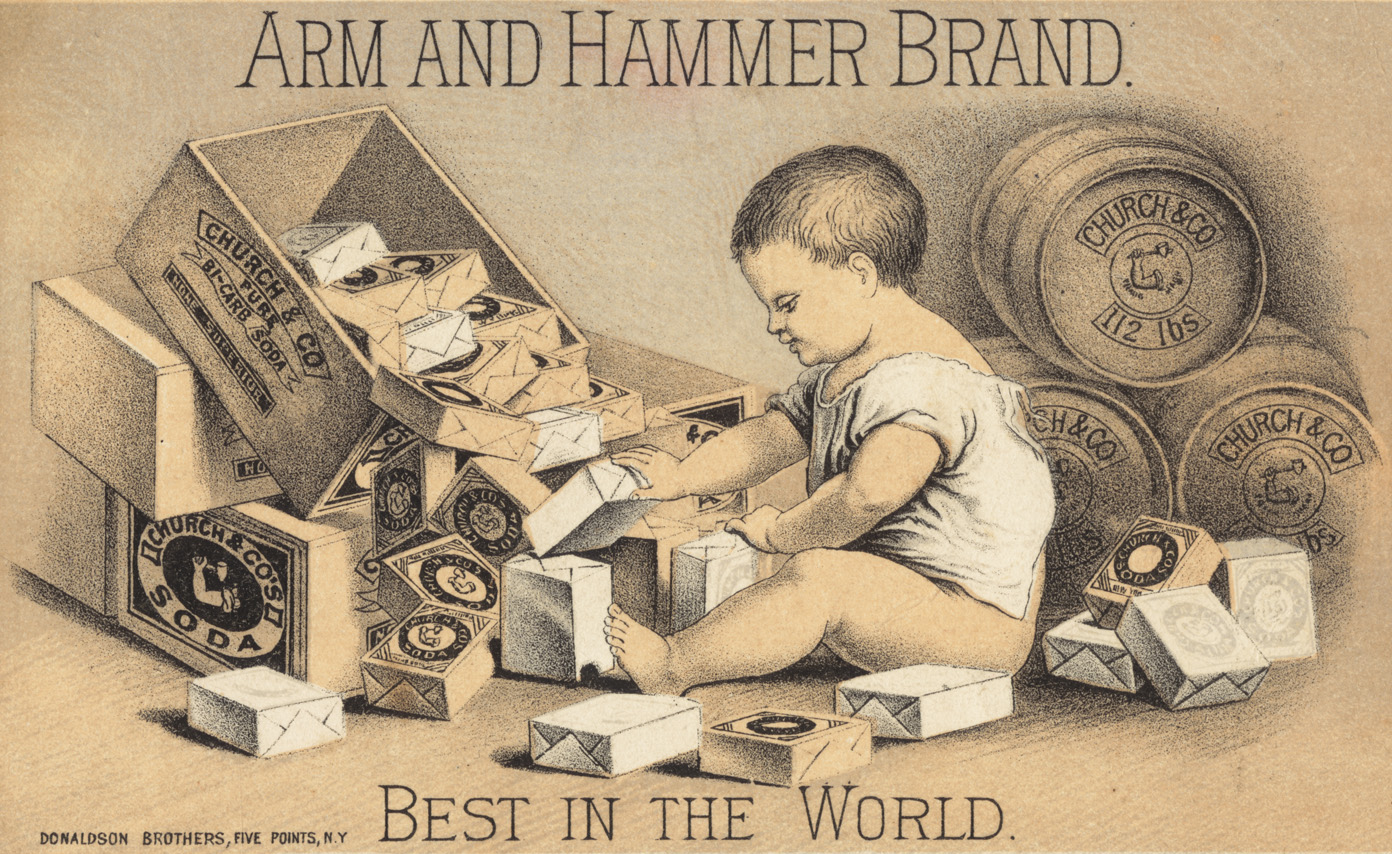
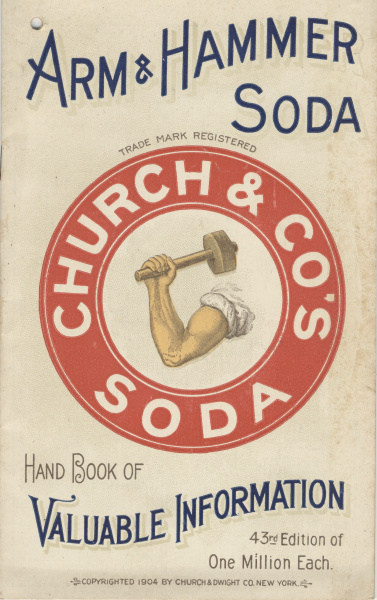
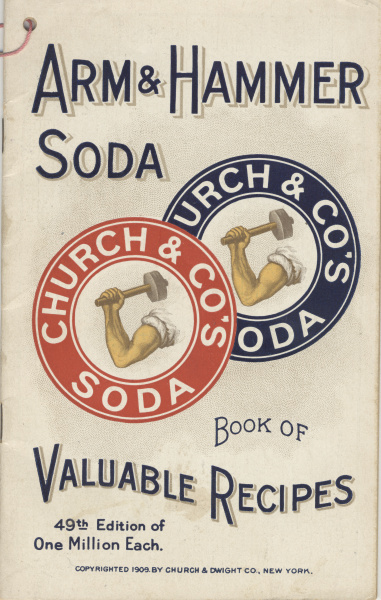